# Olimpíada de xadrez de 1968
A Olimpíada de xadrez de 1968 foi a 18.ª edição da Olimpíada de Xadrez organizada pela FIDE, realizada em Lugano entre os dias 17 de outubro e 3 de novembro. A equipe da União Soviética (Tigran Petrosian, Boris Spassky, Victor Korchnoi, Efim Geller, Lev Polugaevsky, Vassily Smyslov) conquistou a medalha de ouro, repetindo o feito das edições anteriores, seguidos da Iugoslávia (Svetozar Gligorić, Borislav Ivkov, Aleksandar Matanović, Milan Matulović, Bruno Parma, Dragoljub Čirić) e Bulgária (Milko Bobotsov, Georgi Tringov, Nikola Padevsky, Atanas Kolarov, Ivan Radulov, Peicho Peev).

## Quadro de medalhas
| Tabuleiro | Ouro                  | Prata                | Bronze                                               |
| 1.º       | URS Tigran Petrosian  | ENG Jonathan Penrose | NOR Svein Johannessen                                |
| 2.º       | BUL Georgi Tringov    | GER Lothar Schmid    | URS Boris Spassky                                    |
| 3.º       | URS Viktor Korchnoi   | ISR Yair Kraidman    | FRA Bernard Huguet                                   |
| 4.º       | ISR Shimon Kagan      | URS Efim Geller      | ENG Raymond Keene                                    |
| 1.º res   | HCK Glicerio Badilles | URS Lev Polugaevsky  | HUN Gedeon Barcza GDR Heinz Liebert BUL Ivan Radulov |
| 2.º res   | URS Vassily Smyslov   | AUS Terrey Ian Shaw  | USA Donald Byrne NED Lodewijk Prins                  |